# Сэйлем (организованная преступная группировка)
ОПГ «Сэ́йлем» — одна из самых известных преступных групп Крыма, появившаяся в 1988 году и действовавшая до 2000-х годов.

## История
Банда «Сэйлем» была образована в 1988 году в Симферополе на основе кооператива «Ай-Петри». Её название было заимствовано у популярных в 1990-е годы сигарет «Salem».
Основателями ОПГ являются Олег «Жираф» Слатвинский и Евгений «Жид» Хавич. В 1991—1992 годах развязалась крупная война с ОПГ Башмаки, с тех пор эти две ОПГ стали непримиримыми врагами. Вторая волна войны началась в 1995 году, после перехода интересов на Южный Берег Крыма. Высокий процент руководящего ядра в дальнейшем составляли этнические евреи и армяне, располагающие обширными, в том числе преступными, связями за пределами Крыма: в Израиле, Армении, Нагорном Карабахе.
Базой ОПГ считался ресторан «Сейлем». В лучшие времена количество боевиков группировки составляло около 1000 человек, этой ОПГ инкриминировано около 50 резонансных убийств. «Сэйлемовские» в 1992 году вступили в конфликт с достаточно влиятельной на то время этнической ОПГ «Греки», в результате чего последняя была разгромлена.
ОПГ «Сэ́йлем» считалась самой богатой ОПГ Крыма и имела наиболее обширные связи в органах государственной власти и органах местного самоуправления. Со временем даже была создана «сэйлемовская» Партия экономического возрождения Крыма (лидером которой стал Владимир Шевьев), в эту партию входили видные сэйлемовцы, а также директора крупных предприятий и бизнесмены.
В октябре 2006 года постоянный представитель Президента Украины в Автономной Республике Крым Геннадий Москаль вспоминал:

Я прибыл в Крым в 1999 году... Вся крымская общественность знает, кто тогда руководил Крымом, и что расставляли кадры Шевьев, Данелян и Воронков «Воронок»...

Ряд участников ОПГ после событий весны 2014 года перебазировались в Киев, но при этом сохранили за собой свои активы и недвижимость на Крымском полуострове и по-прежнему получают дивиденды от своего бизнеса, теперь уже имеющего российскую регистрацию.

## Лидеры группировки
- Олег Станиславович Слатвинский, прозвище «Жираф» (1964 г. Симферополь — 1992 г. Лодзь / Варшава, Польша / (?) возможно ещё жив[5]).
- Евгений Михайлович Хавич, прозвище «Жид» (1944 г. Омск — 12 декабря 1995 г. Симферополь) — ранее судим.
- Сергей Михайлович Воронков, прозвище «Воронок» (род. 1963) — президент Федерации бокса Республики Крым[6]. Судим, отбывал срок с 1998 до 2005 г.
- Евгений Николаевич Ан, прозвище «Женя-Кореец» (род. 1967) — наёмный убийца группировки[7]. Судим, отбывает пожизненный срок с 2006 г.

## Члены группировки
В милицейских оперативных базах середины 1990-х годов в качестве одного из участников ОПГ «Сейлем» проходил Сергей Аксёнов по кличке «Гоблин». Эту версию широко растиражировали местные СМИ, в частности «Новый Регион» (позже информация с подробностями появлялась в сводках «Крым.Реалии», Радио «Свобода» и «Хартия’97»). Кроме оперативных материалов, эту же информацию озвучили в интервью местной коммунистической газете российский адвокат Николай Полозов и крымский политик Леонид Грач, указав на то, что по его данным, Аксёнова заметил и «подобрал» Василий Джарты, который и был фактическим создателем партии «Русское единство» в Крыму. Также об этом заявлял первый заместитель председателя организации «Русская община Крыма» Михаил Бахарев, который в знак протеста против кандидатуры Аксёнова на этот пост вообще вышел из организации. В то же время сторонники Аксёнова говорили, что у многих политических деятелей Крыма в 90-е годы был какой-либо криминальный опыт.
Могилы членов ОПГ на кладбище Абдал-1 образовали отдельную группу, иронично называемую симферопольцами «Аллеей героев».